# COVID-19-Pandemie im Kosovo
|                   |                                   |
| Krankheit:        | COVID-19                          |
| Erreger:          | SARS-CoV-2                        |
| Erster Fall in:   | Vitia                             |
| Ursprung:         | Wuhan, Hubei, Volksrepublik China |
| Bestätigte Fälle: | 67.008                            |
| Aktive Fälle:     | 8.408                             |
| Genesen:          | 58.600                            |
| Todesfälle:       | 1.579                             |

Die COVID-19-Pandemie (albanisch Pandemia e COVID-19 në Kosovë) tritt im Kosovo als Teil der weltweiten COVID-19-Pandemie auf, die im Dezember 2019 in China ihren Ausgang nahm. Die COVID-19-Pandemie betrifft die neuartige Erkrankung COVID-19. Diese wird durch das Virus SARS-CoV-2 aus der Gruppe der Coronaviridae verursacht und gehört in die Gruppe der Atemwegserkrankungen. Ab dem 11. März 2020 stufte die Weltgesundheitsorganisation (WHO) das Ausbruchsgeschehen des neuartigen Coronavirus als weltweite Pandemie ein.

## Verlauf
März
- 13. März: Eine 22-jährige Italienerin und ein 77 Jahre alter Mann aus der kosovarischen Stadt Vitia wurden positiv auf das Coronavirus getestet.[1]

- 14. März: Der dritte Fall wurde bestätigt. Ein Familienmitglied des 77-Jährigen aus Vitia wurde positiv auf das Coronavirus getestet.[2] Am selben Tag wurden zwei weitere neue Fälle bestätigt: ein 42-jähriger Mann aus Vitia und eine 37-jährige Frau aus Malisheva.[3] Nachdem der erste Fall in Malisheva aufgetaucht war, beschloss der Premierminister Albin Kurti (LVV) die Gemeinde unter Quarantäne zu stellen.[4]

- 15. März: Vier neue Fälle wurden bestätigt, drei davon aus Malisheva und einer aus dem Dorf Dumnica in Podujeva.[5]  Nachdem die neuen Fälle bestätigt wurden, forderte das Gesundheitsministerium des Kosovo die Regierung des Kosovo auf, den Ausnahmezustand für die öffentliche Gesundheit zu erklären.[6]

- 16. März: Vier Familienmitglieder des 77-jährigen Patienten aus Vitia wurden positiv auf das Coronavirus getestet.[7] Am gleichen Tag wurden zwei weitere Fälle bestätigt. Betroffen ist ein Paar, das im Direktflug von London in die kosovarische Hauptstadt Pristina (Flughafen Pristina) flog. Ein Mann und eine Frau, beide 26 Jahre alt aus Prizren und Obiliq.[8]

- 17. März: Eine 39-jährige Frau aus Pristina, die einen Tag zuvor aus London kam, wurde positiv auf das Virus getestet.[9][10] Weitere drei neue Fälle wurden am selben Tag bestätigt, als ein Familienmitglied einer infizierten Person aus dem Dorf Dumnica in Podujeva[11] und ein Mann zusammen mit seiner Frau, die aus Düsseldorf geflogen war, positiv auf Coronavirus getestet wurden.[12]

- 18. März: Ein neuer Fall bestätigt.[13] Eine 55-jährige Frau aus Podujeva wurde positiv auf Coronavirus getestet.[14]

- 19. März: In der Nacht wurde ein neuer Fall bestätigt. Ein 46-jähriger Mann aus dem Dorf Janjeva in Lipjan, der acht Tage zuvor von Berlin nach Pristina flog, wurde positiv auf das Coronavirus getestet.[15]

- 20. März: Ein neuer Fall wurde bestätigt.  Ein 67-jähriger Mann aus dem Dorf Llashkadrenoc in Malisheva wurde positiv getestet.[16] Zwei weitere Fälle von Coronavirus wurden in der Nacht bestätigt. Eine 53-jährige Frau aus Suhareka und ein 43-jähriger Mann wurden positiv getestet. Beide Kontakte und die zuvor bestätigten Fällen lässt die Anzahl positiver Fälle auf 24 steigen.[17]

- 21. März: Vier neue Fälle wurden bestätigt. Ein 32-jähriger Mann aus dem Dorf Bibaj bei Ferizaj, der aus Deutschland gekommen war, während drei andere Fälle Kontaktfälle sind: drei Frauen im Alter von 29 und 50 Jahren aus Pristina und eine Frau im Alter von 40 Jahren aus Gjakova.[18] Weitere zwei neue Fälle wurden in der Nacht desselben Tages bestätigt. Ein 20-jähriger Mann und eine 36-jährige Frau aus Gjilan, aus dem Südosten des Kosovo, waren positiv auf Corona getestet worden.[19]

- 22. März: In den frühen Morgenstunden wurde ein neuer Fall bestätigt.  Ein 31-jähriger Mann aus dem Dorf Senik in Malisheva wurde positiv auf Corona getestet.[20] Am selben Tag wurde der erste Tod durch das Coronavirus bekannt gegeben. Ein 82-jähriger Mann aus dem Dorf Dumnica in Podujeva ist das erste Opfer der Pandemie in der Republik. Er hatte sich durch den Kontakt mit seinem Sohn und seiner Tochter mit dem Virus infiziert. Vor der Infektion litt das Opfer an einer Herz- und chronischen Lungenerkrankung und am sechsten Tag der Infektion hatte es Anzeichen einer Lungeninfiltration und einer massiven Lungenentzündung auf der linken Seite.[21][22] Weitere zwei neue Fälle wurden am selben Tag bestätigt. Eine 50-jährige Frau aus dem Dorf Vrapqiç in Gjilan und ein 53-jähriger Mann aus dem Dorf Damanek in Malisheva wurden positiv getestet.[23]

- 23. März: Es wurden zwei weitere Personen mit dem Coronavirus infiziert, ein 44-jähriger Mann aus dem Dorf Petrova in Shtime und eine 39-jährige Frau aus Pristina, die positiv auf das Coronavirus getestet wurden.[24] In der Zwischenzeit wurden am Abend sogar 26 neue Fälle bestätigt, 14 Fälle aus der stark betroffenen Region Malisheva, elf Familienmitglieder derselben Familie aus dem Dorf Vrapqiq in Gjilan[25] und ein Fall aus der Gemeinde Gjakova. Die Anzahl der positiven Fälle stieg auf 61.[26]

- 24. März: Am Abend wurden zwei neue Fälle bestätigt, eine 25-jährige Frau aus dem Dorf Vrapqiç in Gjilan und eine 73-jährige Frau aus dem Dorf Studime e Ulët in Vushtrria, welche Tage zuvor aus Norwegen kam.[27] Damit ist die Gemeinde Vushtrria auch von der Corona-Pandemie betroffen.[28]

- 25. März: Acht neue Fälle wurden bestätigt, vier Fälle aus dem Dorf Damanek in Malisheva, drei Fälle aus der kosovarischen Hauptstadt Pristina und ein Fall aus dem Dorf Studime e Ulët in Vushtrria. Alle Fälle waren das Ergebnis des Kontakts mit Menschen, die Tage zuvor in diesen Dörfern und Gemeinden positive Tests durchgeführt hatten. Die Zahl der Infizierten stieg auf 71.[29]

- 26. März: Die erste Genesung ist bestätigt worden. Der Test des Sohnes des ersten Opfers, war im zweiten Test negativ.[30] Einige Minuten später wurden vier Personen aus dem Dorf Studime e Ulët in Vushtrria, drei Personen in Pristina und eine Person aus dem Dorf Llugaxhi in Peja positiv auf das Coronavirus getestet wurden.[31] Weitere sieben neue Fälle werden in Malisheva bekannt. Die Zahl der Infizierten stieg auf 86.[32]

- 27. März:  Zwei neue Fälle wurden am Abend bestätigt. Beide sind Kontaktfälle, einer aus Gjakova und der andere aus Pristina.[33]

- 28. März: Zwei neue Fälle wurden bestätigt. Beide sind ebenfalls Kontaktfälle, einer aus Podujeva und der andere aus Pristina. Am selben Tag wurde, in einer zweiten Reihe von Tests, ein weiterer neuer Fall als positiv bestätigt. Die Person kam ebenfalls aus Pristina.

- 29. März: Drei neue Fälle wurden bestätigt, zwei aus Pristina und einer aus dem Dorf Kijeva in Malisheva.

- 31. März: Zwei neue Fälle wurden bekannt gegeben. Einer aus Gjakova und einer aus Pristina. Bis dahin gab es 108 bestätigte Infektionen im Land. Ebenfalls ist der 77-Jährige aus Vitia genesen. Sein Test auf das Coronavirus fiel negativ aus. An diesem Tag wurden vier Genesungen bestätigt. Das Paar aus Gjakova und zwei Personen wurden nach einem zweiten Test negativ getestet.

April
- 1. April: Zum 1. April steigt die Infektionzahl um dreizehn neue Fälle: Elf aus Topanica bei Malisheva, einer aus Pristina und einer aus Gjakova, welches die Gesamtzahl auf 125 bestätigte Infektion erhöht. Vier Personen sind vom Coronavirus genesen.

- 2. April: Eine Frau aus Prizren wurde positiv auf das Coronavirus getestet.

- 3. April: Sechs neue Fälle wurden bekannt gegeben.

- 4. April: Drei neue Fälle wurden in Nord-Mitrovica, im nördlichen Teil der Stadt Mitrovica, in der hauptsächlich Kosovo-Serben leben, bestätigt. Insgesamt wurden 135 Fälle gemeldet. Organisationen für Notfall- und Katastrophenschutz melden bis zu 16 Fälle und einen Todesfall in der serbischen Gemeinschaft. Am Abend wurden fünf weitere Fälle gemeldet, wodurch sich die Gesamtzahl auf 140 erhöhte. Gleichzeitig wurden sechs Genesungen bestätigt.[34]

- 5. April: Fünf neue Fälle wurden bestätigt, davon kommen drei aus der weiterhin stark betroffenen Region Malisheva, einer aus Gjakova und einer aus Vushtrria.

- 6. April: Zwei weitere Todesfälle werden gemeldet. Eine Person aus Pristina und eine aus Prizren. Insgesamt sind bisher im Kosovo drei Personen an COVID-19 gestorben. Am Abend wurden 20 neue positive Fälle bestätigt. Eine weitere Person ist wieder genesen.[35]

- 7. April: Das Gesundheitsministerium des Kosovo gibt zwei neue Todesfälle bekannt. Ebenso wurden 24 neue positive Fälle bestätigt. Sechs weitere Personen sind wieder genesen.[36][37]

- 8. April: Der sechste Todesfall wurde bestätigt. Außerdem gibt es 40 neue bestätigte Infektionen im Kosovo. Sieben weitere Personen sind wieder genesen.[38]

- 9. April: Im Kosovo wurden drei neue Fälle und ein weiterer Todesfall bestätigt. Eine Person ist wieder genesen. Damit liegt die Zahl der Genesungen, an dem Tag, bei 38.[39]

- 10. April: 23 neue Fälle wurden bestätigt und 14 Personen sind wieder genesen.[40]

- 11. April: Die Zahl der Neuinfektionen steigt um 33 neue Fälle. Sechs weitere Personen sind wieder genesen.[41]

- 12. April: 79 neue Fälle wurden bestätigt und eine Person ist wieder genesen.[42]

- 13. April: Ein neuer Todesfall wurde bekannt gegeben. 15 neue positive Fälle wurden bestätigt, und vier Kosovaren sind wieder genesen.[43][44]

- 14. April: Während drei weitere Menschen genesen sind, gibt es zehn neue Infektionen.[45]

- 15. April: In Suhareka stirbt an diesem Tag ein weiterer Kosovare.[46] 36 neue positive Fälle wurden gemeldet. Fünf Menschen sind wieder genesen.[47]

- 16. April: An dem Tag wurden zwei neue Todesfälle bestätigt, einer aus Peja und einer aus Vushtrria.[48][49] Ebenfalls wurden 26 neue positive Fälle bekannt gegeben. Acht Genesungen wurden bestätigt. Somit steigt die Anzahl der Genesungen auf 79.[50]

- 17. April: Ein neuer Todesfall wurde in der Gemeinde Ferizaj bestätigt.[51] 31 neue positive Fälle wurden bestätigt. Weiterhin gibt es fünf weitere Genesungen.[52] Serbien gab bekannt, dass es dem Kosovo 1.000 Coronavirus-Tests gespendet hat.[53]

- 18. April: 30 positive neue Fälle und neun Genesungen lassen sich bestätigen.[54]

- 19. April: In der Republik wurden an diesem Tag 242 Tests durchgeführt. Davon waren 51 Fälle positiv. Neun Personen sind wieder genesen.[55]

- 20. April: Drei neue Todesfälle wurden bestätigt, zwei aus der Gemeinde Severna Kosovska Mitrovica und einer aus Leposavić. Beide Gemeinden sind Teil der serbischen Gemeinschaft im Kosovo. 37 neue positive Fälle und 21 Genesungen wurden bestätigt.[56] Ndërron jetë gruaja shtatzënë me koronavirus në Klinikën Infektive

- 21. April: Drei neue Todesfälle wurden vom Gesundheitsministerium des Kosovo bestätigt, einer aus der Gemeinde Gjakova, einer aus der Gemeinde Leposavić und einer aus der Gemeinde Zvečan.[57] Sechs weitere Menschen wurden positiv auf das Coronavirus getestet. Fünf weitere Menschen sind wieder genesen.[58]

- 22. April: 26 neue positive Fälle wurden bestätigt. Zehn Menschen sind wieder genesen..[59]

- 23. April: Ein neuer Todesfall in der Gemeinde Prizren lässt sich bestätigen.[60] 39 neue positive Fälle und 21 Genesungen wurden ebenso bestätigt.[61]

- 24. April: 34 neue positive Fälle und drei Genesungen wurden gemeldet.[62]

- 25. April: Ein neuer Todesfall wurde in der Gemeinde Shtime bekannt gegeben.[63] 28 neue positive Fälle und drei Genesungen wurden bestätigt.[64]

- 26. April wurde ein neuer Todesfall mit Coronavirus aus Gjilan bestätigt, der die Gesamtzahl auf 21 erhöhte.[65] 32 Menschen sind positiv auf das Virus getestet worden. Eine Genesung wurde bestätigt.[66]

- 27. April: Die Gesamtzahl der Toten steigt an diesem Tag auf 22. Eine Person aus der Gemeinde Peja ist an den Folgen des Coronavirus gestorben. 17 neue positive Fälle wurden bestätigt. 35 Menschen sind wieder genesen.

- 28. April: Zehn neue positive Fälle und 31 Genesungen wurden bestätigt.

- 29. April: Das Gesundheitsministerium des Kosovo gibt an diesem Tag neun positive Fälle bekannt. 17 Genesungen wurden bestätigt.

- 30. April: Sieben neue positive Fälle wurden bestätigt. 22 Personen sind wieder genesen.

Mai
- 1. Mai: Sieben weitere Menschen sind positiv auf das Coronavirus getestet worden. 27 Menschen sind wieder genesen.[67]

- 2. Mai: Zehn neue positive Fälle und 38 Genesungen wurden bestätigt.[68]

- 3. Mai: Die Infektionszahl steigt um elf Fälle auf 851. 18 weitere Menschen sind wieder genesen.[69]

- 4. Mai: Vier neue positive Fälle meldete das Gesundheitsministerium des Kosovo. 22 weitere Menschen sind wieder genesen.[70]

- 5. Mai: Ein neuer positiver Fall wurde bestätigt und ist somit der bisher niedrigste bestätigte Fall an einem Tag. 87 weitere Personen sind wieder genesen.

- 6. Mai: Vier Personen wurden positiv auf das Coronavirus getestet. 43 Personen sind wieder genesen.

### Infektionsfälle

Bestätigte Infizierte im Kosovo nach Daten der WHO. Oben kumuliert, unten Tageswerte.

## Statistik

### Todesfälle

Bestätigte Todesopfer im Kosovo nach Daten der WHO. Oben kumuliert, unten Tageswerte.

Anmerkungen
1. 1 2  Da es sich um eine sehr dynamische Situation handelt, kann es zu Abweichungen bzw. zeitlichen Verzögerungen zwischen den JHU-Fällen und Angaben der Weltgesundheitsorganisation (WHO) kommen.

#### Tabelle
Am 13. März 2020 wurden die ersten beiden COVID-19-Fälle im Kosovo bestätigt.
| Gemeinden                  | Bestätigte Infektionen | davon Verstorben | davon Genesen | Aktive Fälle |
| -------------------------- | ---------------------- | ---------------- | ------------- | ------------ |
| Pristina                   | 19.336                 | 175              | 14.109        | 5052         |
| Gjilan                     | 3024                   | 84               | 2497          | 443          |
| Fushë Kosova               | 2395                   | 31               | 1739          | 625          |
| Ferizaj                    | 2355                   | 77               | 1986          | 292          |
| Mitrovica e Jugut          | 2261                   | 66               | 1616          | 579          |
| Podujeva                   | 2088                   | 45               | 1424          | 619          |
| Peja                       | 2064                   | 77               | 1642          | 346          |
| Gjakova                    | 2015                   | 95               | 1708          | 212          |
| Prizren                    | 1991                   | 136              | 1400          | 455          |
| Vushtrria                  | 1657                   | 46               | 1333          | 278          |
| Lipjan                     | 1332                   | 24               | 887           | 421          |
| Drenas                     | 1040                   | 39               | 646           | 355          |
| Vitia                      | 952                    | 40               | 808           | 104          |
| Obiliq                     | 755                    | 16               | 553           | 186          |
| Gjakova                    | 39                     | 1                | 15            | 23           |
| Obiliq                     | 35                     | 2                | 0             | 33           |
| Suhareka                   | 712                    | 48               | 466           | 198          |
| Skënderaj                  | 685                    | 18               | 564           | 103          |
| Malisheva                  | 555                    | 32               | 385           | 183          |
| Kamenica                   | 553                    | 34               | 388           | 131          |
| Deçan                      | 532                    | 13               | 451           | 68           |
| Klina                      | 508                    | 29               | 376           | 103          |
| Rahovec                    | 495                    | 45               | 357           | 93           |
| Shtime                     | 474                    | 17               | 383           | 74           |
| Istog                      | 361                    | 18               | 256           | 87           |
| Kaçanik                    | 290                    | 11               | 241           | 38           |
| Dragash                    | 216                    | 23               | 159           | 34           |
| Han i Elezit               | 78                     | 2                | 69            | 7            |
| Gračanica                  | 71                     | 1                | 39            | 31           |
| Klina                      | 6                      | 0                | 5             | 1            |
| Novo Brdo                  | 59                     | 0                | 44            | 15           |
| Zubin Potok                | 57                     | 2                | 42            | 13           |
| Mamusha                    | 52                     | 6                | 39            | 7            |
| Severna Kosovska Mitrovica | 49                     | 3                | 45            | 1            |
| Junik                      | 39                     | 2                | 28            | 9            |
| Klokot                     | 35                     | 0                | 30            | 5            |
| Zvečan                     | 34                     | 1                | 29            | 4            |
| Leposavić                  | 26                     | 4                | 21            | 1            |
| Štrpce                     | 16                     | 2                | 10            | 4            |
| Ranilug                    | 5                      | 0                | 1             | 4            |
| Parteš                     | 2                      | 0                | 2             | 0            |
| Total                      | 49.139                 | 1262             | 36.773        | 11.134       |
| Stand: 21. Dezember 2020   |                        |                  |               |              |

## Politische und wirtschaftliche Maßnahmen und Folgen

### Aktivitätseinschränkungen
Am 11. März 2020 beschloss die Regierung des Kosovo die Schließung aller Schuleinrichtungen bis zum 27. März.
Am 13. März 2020 beschloss die Republik Kosovo bis auf Weiteres eine Einreisesperre für Reisende aus Deutschland, Italien, Frankreich und der Schweiz. Alle Flugverbindungen wurden annulliert. Des Weiteren wird Personen, die auf dem Landweg per Bus oder PKW aus den genannten Ländern ankommen, die Einreise aufgrund der geschlossenen Grenzposten verweigert.
Der damalige kosovarische Innenminister Agim Veliu (LDK) wurde am 18. März 2020 entlassen, weil er die Ausrufung des Ausnahmezustands zur Bekämpfung der Coronavirus-Pandemie unterstützt hatte, die dem Sicherheitsrat des Kosovo unter dem Vorsitz des Präsidenten des Kosovo, Hashim Thaçi, mehr Macht gegeben hätte. In der Nacht des 25. März wurde die Regierung unter Albin Kurti durch einen Misstrauensvotum gestürzt.
Die Entscheidung der kosovarischen Regierung, die Bewegungsfreiheit von Personen und Fahrzeugen für die folgenden Tage stark einzuschränken, trat am 23. März 2020 in Kraft. Die Entscheidung sieht vor, die Bewegung einzuschränken, mit Ausnahme von Notfällen zwischen 10 Uhr und 16 Uhr sowie zwischen 20 Uhr und 6 Uhr. Da es durch diese zeitliche Beschränkung für ein erhöhtes Aufkommen von Staus und größeren Menschenmassen gekommen ist, wurde das Ausgangsverbot auf den Zeitraum von 16 Uhr bis 6 Uhr angepasst. Die Ausgangsbeschränkungen wurden jedoch vom Verfassungsgericht für verfassungswidrig erklärt und werden somit am 12. April 2020 wieder außer Kraft gesetzt.

## Internationale Hilfe
Folgende Staaten und internationale Organisation haben der Regierung des Kosovo Hilfe und Mittel, zur Bekämpfung der Pandemie, zur Verfügung gestellt:
| Staaten und internationale Organisationen | 0Datum0       | Hilfsbeschreibung |
| ----------------------------------------- | ------------- | --- |
| Europäische Union                         | 22. März 2020 | Die EU spendete 68 Millionen Euro, um die Kapazität zu erweitern und die Möglichkeiten zur Bekämpfung der COVID-19-Pandemie zu verbessern.                                       |
| Italien                                   | 25. März 2020 | Italien hat Schutzausrüstungen gespendet. |
| Vereinigte Staaten                        | 27. März 2020 | Die USA spendete 1,1 Millionen Euro, um die Kapazität zu erweitern und die Möglichkeiten zur Bekämpfung der COVID-19-Pandemie zu verbessern.                                     |
| Schweiz                                   | 3. Apr. 2020  | Die Schweiz spendete 500.000 Schweizer Franken, um die Kapazität zu erweitern und die Möglichkeiten zur Bekämpfung der COVID-19-Pandemie zu verbessern.                          |
| Norwegen                                  | 6. Apr. 2020  | Norwegen spendete 450.000 Euro, um die Kapazität zu erweitern und die Möglichkeiten zur Bekämpfung der COVID-19-Pandemie zu verbessern.                                          |
| Türkei                                    | 8. Apr. 2020  | Die Türkei spendete Schutzmasken, Schutzanzüge und 1.000 COVID-19-Testkits. |
| UNICEF                                    | 13. Apr. 2020 | UNICEF stellte 1,5 Tonnen medizinische Hilfe zur Verfügung. |
| Serbien                                   | 17. Apr. 2020 | Serbien spendete 1.000 COVID-19-Testkits für das kosovarische Gesundheitssystem.                                                                                                 |
| UN-Entwicklungsprogramm                   | 25. Apr. 2020 | Das UN-Entwicklungsprogramm spendete 3.000 COVID-19-Testkits. |
| Luxemburg                                 | 8. Mai 2020   | Luxemburg spendete 3.000 COVID-19-Testkits. |
| Polen                                     | 22. Mai 2020  | Polen hat 50.000 Masken gespendet. |
| Japan                                     | 26. Mai 2020  | Am 26. Mai hat Japan 718.000 Dollar gespendet, um die Kapazität zu erweitern und die Möglichkeiten zur Bekämpfung der Coronavirus-Pandemie zu verbessern.                        |
| Österreich                                | 29. Mai 2020  | Am 29. Mai hat Österreich 250.000 Euro gespendet, um die Kapazität zu erweitern und die Möglichkeiten zur Bekämpfung der Coronavirus-Pandemie zu verbessern.                     |
| Katar                                     | 25. Juni 2020 | Katar spendete 6.500 COVID-19-Testkits und Atemschutzmasken. |
| Jordanien                                 | 2. Juli 2020  | Im Juli 2020 spendete Jordanien 24 Tonnen medizinische Hilfe, unter anderem Masken und Desinfektionsmittel.                                                                      |
| Malaysia                                  | 15. Aug. 2020 | Malaysia spendete dem Kosovo eine Million Masken und 30.000 Einweg-Handschuhe.                                                                                                   |
| Ungarn                                    | 19. Nov. 2020 | Am 19. November 2020 spendete Ungarn Schutzausrüstungen wie Masken und Schutzanzüge.                                                                                             |
| Niederlande                               | 3. Dez. 2020  | Am 3. Dezember hat die Niederlande 250.000 Euro gespendet, um die Kapazität zu erweitern und die Möglichkeiten zur Bekämpfung der Coronavirus-Pandemie zu verbessern.            |
| Tschechien                                | 16. Dez. 2020 | Am 16. Dezember hat die Tschechische Republik 193.000 Euro gespendet, um die Kapazität zu erweitern und die Möglichkeiten zur Bekämpfung der Coronavirus-Pandemie zu verbessern. |

Die Republik Kosovo hat folgenden Staaten Hilfe und Mittel zur Bekämpfung der Pandemie zur Verfügung gestellt:
| Staat   | Datum         | Hilfsbeschreibung                                                                                             |
| ------- | ------------- | --- |
| Serbien | 29. Apr. 2020 | Am 29. April hat die Republik Kosovo 500.000 Euro für die Gemeinden Preševo, Medveđa und Bujanovac gespendet. |

Die albanische Diaspora hat 12.000 Coronavirus-Testkits gespendet.